# بيتر باينز
بيتر باينز (بالإنجليزية: Peter Baines)‏ هو لاعب كرة قدم أسترالي، ولد في 11 سبتمبر 1919 في أنكتس ‏ في المملكة المتحدة، وتوفي في 1997. لعب مع أولدهام أثلتيك ونادي ريكسهام ونادي كرو ألكساندرا ونادي هارتلبول يونايتد.